# Саймън Скароу
Саймън Скароу (на английски: Simon Scarrow) е британски писател на произведения в жанра исторически роман, приключенски роман и исторически трилър.

## Биография и творчество
Саймън Скароу е роден на 3 октомври 1962 г. в Лагос, Нигерия, в семейство на банкер. Има брат – Алекс Скароу, който също е писател. Отраства предимно в Англия. След завършване на средното си образование работи в данъчното управление. През 1992 г. получава магистърска степен в Университета на Източна Англия. След дипломирането си, в периода 1992 – 1994 г. работи като преподавател по английски език и медийни изследвания в гимназия в Норич, в периода 1994 – 2000 г. е ръководител на медийните изследвания в колежа на Източен Норфолк в Норфолк, а след това е лектор по медийни изследвания и история в Сити Колидж в Норич до 2005 г.
Интересува се от история от ранна възраст и започва да пише романи след завършване на гимназията. Първият му роман Under the Eagle (Под орела) от емблематичната му поредица „Орлите на империята“ е издаден през 2000 г. Започвайки от 42 г. историята развива на териториите на Римската империя, обхващаща второто нахлуване в Британия и последвалата продължителна кампания, предприета от Юлиево-Клавдиевата династия. Главни герои са Луций Корнелий Макро и Квинт Лициний Катон, опитен центурион и опцион, които участват в състава на Втория Августов легион в битки в провинциите Германия, Британия и на други места. Поредицата е предвидена за екранизация.
През 2006 г. започва поредицата си „Революция“ с романа „Млада кръв“, която е фокусирана върху Уелингтън и Наполеон.
Произведенията на писателя често са в списъците на бестселърите. Те са преведени на над 20 езика и са издадени в милиони екземпляра по света.
Саймън Скароу живее със семейството си в историческа къща в Норфолк.

## Произведения

### Самостоятелни романи
- The Sword and the Scimitar (2012)[1][3]
- Hearts of Stone (2015)
- Playing With Death (2017) – с Лий Франсис

### Поредица „Орлите на империята“ (Eagles of the Empire)
1. Under the Eagle (2000)[1][2][3]
2. The Eagle's Conquest (2001)
3. When the Eagle Hunts (2002)
4. The Eagle and the Wolves (2003)
5. The Eagle's Prey (2004)
6. The Eagle's Prophecy (2005)
7. The Eagle in the Sand (2006) – издаден и като 'The Zealot'
8. Centurion (2007)
9. The Gladiator (2009)
10. The Legion (2010)
11. Praetorian (2011)
12. The Blood Crows (2013)
13. Brothers in Blood (2013)
14. Britannia (2015)
15. Invictus (2016)
16. Day of the Caesars (2017)
17. The Blood of Rome (2018)
18. Traitors of Rome (2019)
19. The Emperor's Exile (2020)
20. The Honour of Rome (2021)
21. Death to the Emperor (2022)

### Поредица „Революция / Уелингтън и Наполеон“ (Wellington and Napoleon)
1. Young Bloods (2006)[1][2][3]
Млада кръв : революцията 1769 – 1795, изд.: „Артлайн Студиос“, София (2013), прев. Борис Шопов
2. The Generals (2007)
3. Fire and Sword (2009)
4. The Fields of Death (2010)

### Поредица „Гладиатор“ (Gladiator)
1. Fight for Freedom (2011)[1][2]
2. Street Fighter (2012)
3. Son of Spartacus (2013)
4. Vengeance (2014)

### Поредица „Арена“ (Roman Arena) – с Т. Дж. Андрюс
1. Barbarian (2012)[1][2][2][3]
2. Challenger (2012)
3. First Sword (2013)
4. Revenge (2013)
5. Champion (2013)

- Arena (2013) – сборник
Арена, изд.: ИК „Бард“, София (2021), прев. Венцислав Божилов

### Поредица „Нашественик“ (Invader) – с Т. Дж. Андрюс
1. Death Beach (2014)[1][2][3]
2. Blood Enemy (2014)
3. Dark Blade (2014)
4. Imperial Agent (2015)
5. Sacrifice (2015)

- Invader (2016) – сборник

### Поредица „Пиратът“ (Pirata) – с Т. Дж. Андрюс
1. The Black Flag (2019)[1][3]
2. The Gates of Stone (2019)
3. Hunters of the Sea (2019)
4. Sea of Blood (2019)
5. The Pirate Chief (2019)

- Pirata (2019) – сборник

### Поредица „Берлинско военно време“ (Berlin Wartime)
1. Blackout (2021)[1]
2. Dead of Night (2023)

### Поредица „Воин“ (Warrior) – с Т. Дж. Андрюс
1. The King in Rome (2022)[1]
2. The Druid's Lair (2022)
3. The War Prince (2022)
4. Brothers of the Sword (2023)
5. Lord of War (2023)

- Warrior (2023) – сборник

### Новели
- Red Christmas (2014)[1]